# Дівчина з нізвідки
Дівчина з нізвідки (тай. เด็กใหม่ (Дек Май), прямий переклад — Новенька) — тайський телесеріал-антологія з елементами містичного трилера, із актрисою Чічою «Кітті» Аматаякул у головній ролі.
Перший сезон вийшов 8 серпня 2018 року на GMM 25 . Другий сезон був випущений у всьому світі на Netflix 7 травня 2021 року, завдяки чому отримав міжнародну популярність. Шоу було схвалено критиками за використання нетрадиційного підходу до оповідання про життя у старшій школі.

## Сюжет
Сюжет розгортається навколо Нанно, загадкової дівчини, яка переходить до різних приватних шкіл Таїланду та викриває історії студентів і викладачів про брехню, таємниці та лицемірство. Виявляється, що вона є пустотливою безсмертною сутністю, яка карає кривдників за їхні злочини та провини. У 2 сезоні Нанно зустрічає свою суперницю Юрі, яка відрізняється більшою жорстокістю та хоче взяти на себе обов'язки Нанно.

## Епізоди
| Сезон | Епізоди | Епізоди | Оригінальний показ | Оригінальний показ | Оригінальний показ |
| Сезон | Епізоди | Епізоди | Перший показ       | Останній показ     | Мережа             |
| ----- | ------- | ------- | ------------------ | ------------------ | ------------------ |
| 1     | 13      | 13      | 8 серпня 2018      | 31 жовтня 2018     | GMM 25             |
| 2     | 8       | 8       | 7 травня 2021      | 7 травня 2021      | Netflix            |